# Lingua tonga (Mozambico)
Il tonga (nome nativo gitonga) è una lingua bantu dell'Africa meridionale. Viene classificata, insieme con la lingua chopi, nel piccolo gruppo delle lingue chopi.
Viene parlata principalmente nel Mozambico, lungo la costa meridionale, all'interno della provincia di Inhambane; i locutori madrelingua sono circa 375.000, secondo dati del 2006. La lingua non ha status di ufficialità.